# Ian Liddell
William Ian Liddell CBE FIStructE Hon FRIBA (1938) é um engenheiro estrutural britânico.
Projetou o Domo do Milênio. Foi um dos fundadores do Buro Happold.
Estudou ciências mecânicas na Universidade de Cambridge, seguido por um diploma em estruturas de concreto no Imperial College London.
Foi engenheiro projetista da Ópera de Sydney.